# Claude Victor-Perrin

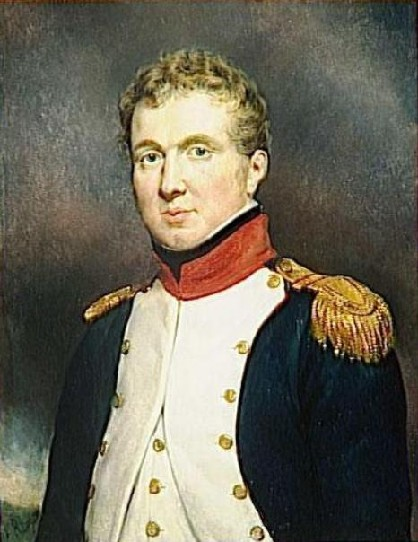
Mareşalul Victor

Claude Victor-Perrin, duce de Belluno (7 decembrie 1764 – 1 martie 1841), rămas în istorie sub numele de Victor a fost un general francez al Războaielor revoluției și al războaielor napoleoniene. În 1807, datorită faptelor sale de arme, i se acordă demnitatea de Mareșal al Franței. Se remarcă în campania din peninsula iberică și mai ales la traversarea de la Berezina.